# سردر باغ شازده
سردر باغ شازده مربوط به اواخر دوره قاجار است و در شهرستان شاهرود، بخش بسطام، دهستان خرقان، روستای امیریه واقع شده و این اثر در تاریخ ۳ خرداد ۱۳۸۶ با شمارهٔ ثبت ۱۹۱۳۹ به‌عنوان یکی از آثار ملی ایران به ثبت رسیده است.